# Cantiga de amigo
 Cantiga de amigo (portugheză: [kɐ̃ˈtiɣɐ ð(j) ɐˈmiɣu], galiciană: [kaŋˈtiɣa ðe aˈmiɣo]) sau Cantiga d'amigo (ortografie veche portugheză ), tradus litaral "cântecul unui prieten", este un gen de poezie lirică medievală, ce s-a înrădăcinat în cântecul nativ tradițional din partea de nord vest a Peninsulei Iberice. Ceea ce face cantiga de amigo să se remarce este faptul că se concentrează pe o lume în care comunică sexului feminin. Primele exemple care au supraviețuit datează din aproximativ 1220, iar aproape 500 au fost compuse înainte de 1300. Cantigas d'amigo se găsesc în mare parte în Cancioneiro Colocci-Brancuti, la Lisabona, în Biblioteca natională, și în Cancioneiro da Vaticana, ambele copiate în Italia la începutul secolului al 16-lea (probabil în jurul anului 1525) la cererea umanistului Italian Angelo Colocci. Cele șapte cântece de Martin Codax sunt cuprinse, alături de muzică ( toate înafară de un text), în Pergaminho Vindel, probabil, un manuscris din secolul al 13-lea, unic în toată filologia romanică.
În aceste cantigas interlocutorul este aproape întotdeauna o fată, mama ei, prietena fetei sau prietenul ei. Stilistic, ele sunt caracterizate printr-o formă simplă strofică, cu repetiție, variație, și paralelism, și sunt marcate prin utilizarea refrenului (în jur de 90% din texte). Ele constituie cea mai mare parte din lirica erotică expusă de sex feminin care a supraviețuit din antichitate sau Europa medievală. Există optzeci și opt de autori, toți de sex masculin, cei mai cunoscuți fiind Regele Dinis de Portugalia (52 de melodii de acest fel), Johan Airas de Santiago (45 ), Johan Garcia de Guilhade (22), Juião Bolseiro (15), Johan Baveca (13), Pedr' Amigo de Sevilha (10), João Zorro (10), Pero Meogo (9), Bernal de Bonaval (8), Martim Codax (7). Chiar și Mendinho, autor al unui singur cântec, a fost aclamat ca un maestru poet.
 Se spune că Cantiga de amigo au  caracteristici în comun cu Mozarabic kharajat dar, pot fi doar o coincidență, de interlocutori de sex feminin și teme erotice.

## Probe
Mai jos sunt două cantigas d'amigo de Bernal de Bonaval (text de la Cohen, 2003, tr. Cohen 2010).